# Philipp Lienhart
Philipp Lienhart (Lilienfeld, 1996. július 11. –) osztrák válogatott labdarúgó, hátvéd aki jelenleg az SC Freiburg játékosa.

## Pályafutása

### Klubcsapatban
2008-ban a Rapid Wien korosztályos csapatában kezdte a labdarúgást, amit 2014–15-ben a Real Madrid ifjúsági csapatánál folytatott. 2014–15-ben a Real C-csapatában, 2015 és 2017 között a második csapatában, az RM Castillában szerepelt. A 2015–16-os idényben bajnok lett a csapattal a Segunda División B-ben. 2017–18-ban előbb kölcsönben játszott a német Freiburg csapatában, majd 2018 óta a klub igazolt játékosa.

### A válogatottban
2017. október 9-én mutatkozott be az osztrák válogatottban egy Moldova elleni vb-selejtező mérkőzésen Chișinăuban, ahol 1–0-s osztrák győzelem született. Azóta összesen 11 mérkőzésen szerepelt a válogatottban. Részt vett a 2020-as Európa-bajnokságon a csapattal. 2024. június 7-én Ralf Rangnick szövetségi kapitány 26 fős keretébe bekerült, amely a 2024-es labdarúgó-Európa-bajnokságra utazott.

## Sikerei, díjai
Real Madrid Castilla
- Segunda División B
  - bajnok: 2015–16